# 枩田優介
枩田 優介（まつた ゆうすけ、1982年10月31日 - ）は、日本の元男子バレーボール選手。

## 来歴
福井県福井市出身。越廼中学1年のときにバレーボールをはじめる。
全日本ジュニア代表、ユニバーシアード代表などを経験し、東海大在学中の2001年にワールドグランドチャンピオンズカップで全日本入り。2004年にパナソニックパンサーズの内定選手になり、2005年入団。10シーズンプレーした。

## 球歴
- 全日本代表 - 2001、2004-2005、2009、2012年
  - ワールドリーグ - 2004年、2005年
  - ワールドグランドチャンピオンズカップ - 2001年、2009年

## 所属チーム
- 福井工大福井高校
- 東海大学
- パナソニックパンサーズ（2005-2015年）2005-2006: #23, 2006-2015: #13